# ХК 37 Пјештјани
ШХК 37 Пјештјани (швед. ŠHK 37 Piešťany) професионални је словачки клуб хокеја на леду из града Пјештјанија. Тренутно се такмичи у елитној хокејашкој Екстралиги Словачке.
Клуб је основан 1937. под именом ŠK Piešťany, а у највиши ранг клупског хокеја у Словачкој по први пут су се пласирали у сезони 2012/13, понајпре захваљујући чињеници да је Слован из Братиславе напустио домаће такмичење и прешао у КХЛ лигу.
Екипа своје домаће утакмице игра у леденој дворани у Пјештјанијима капацитета око 5.000 седећих места.
Највећи успех клуб је остварио у сезонама 2012/13. и 2013/14. када је у Екстралиги заузео укупно 4. место. Пе тога највећи успеси су били два прва места (у сезонама 2009/10. и 2010/11) у Првој лиги Словачке.